# Lewis Cass

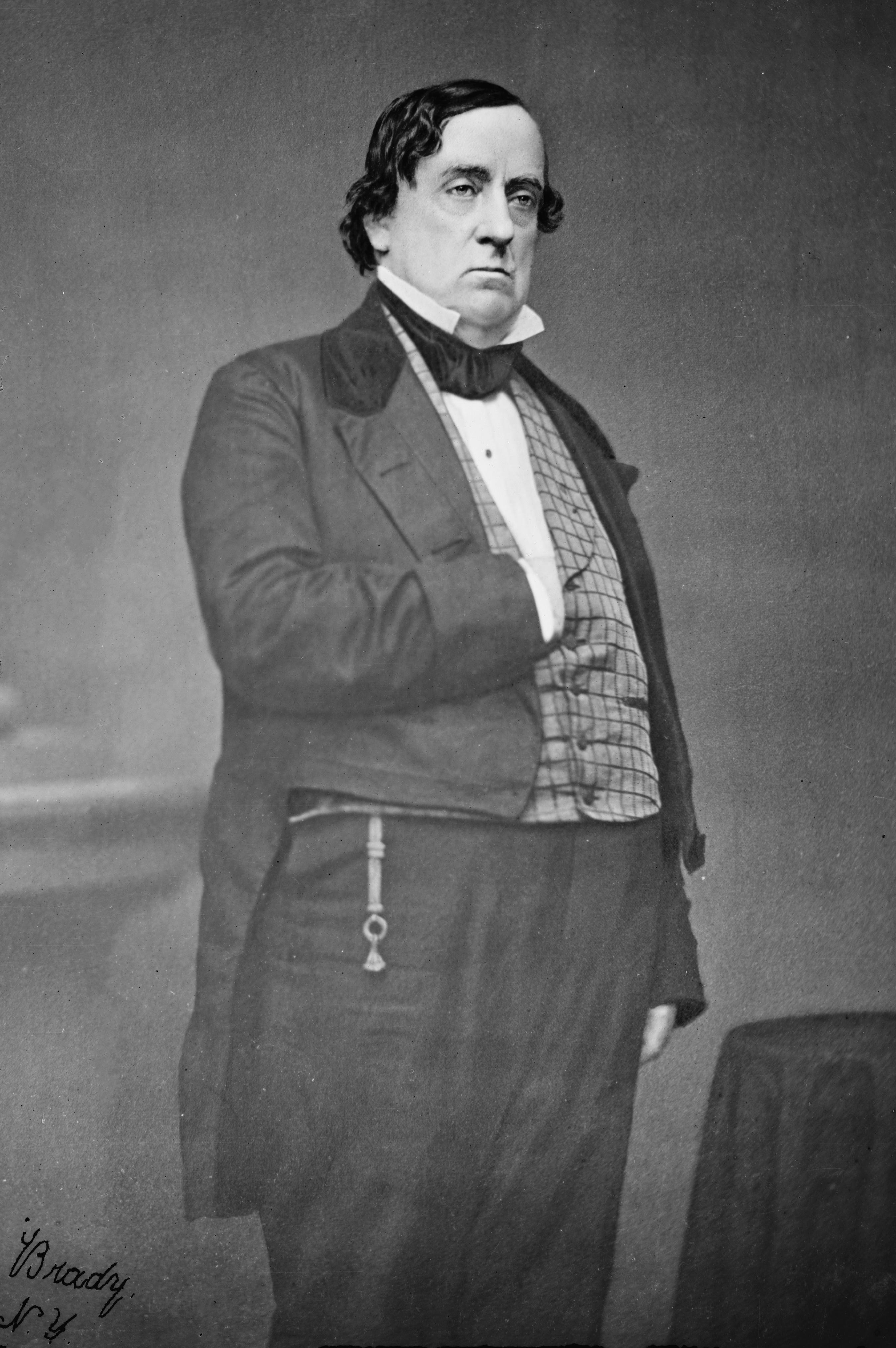
Lewis Cass

Lewis Cass (* 9. Oktober 1782 in Exeter, New Hampshire; † 17. Juni 1866 in Detroit, Michigan) war ein US-amerikanischer Offizier und Politiker, der der Demokratischen Partei angehörte.
Während seiner politischen Karriere war er Gouverneur (1813–1831) und Senator (1845–1857) für das Michigan-Territorium, Kriegsminister (1831–36), Gesandter in Frankreich (1836–1842) und Außenminister (1857–1860) seines Landes. Er kandidierte 1848 erfolglos für das Amt des Präsidenten der Vereinigten Staaten. Er befürwortete in seiner Position die „Umsiedlungen“ der Indianer und das individuelle Recht von Staaten die Sklaverei zu behalten.

## Leben
Cass wurde in Exeter geboren und studierte an der Phillips Exeter Academy; danach zog er nach Ohio und ließ sich auf einer Farm bei Zanesville nieder. Sein erstes politisches Amt hatte er 1806 als Abgeordneter im Repräsentantenhaus von Ohio inne; im Anschluss fungierte er von 1807 bis 1812 als US Marshal für den Ohio-Distrikt. Während des Kriegs von 1812 diente er als Brigadegeneral in der US Army. 1813 wurde er von Präsident James Madison zum Gouverneur des Michigan-Territoriums ernannt, was er bis 1831 blieb. Während seiner Zeit als Gouverneur (1813–1831) für das Michigan-Territorium zwang Cass die Indianer zur Abgabe ihres Landes. In einem Artikel für die North American Review 1830 rechtfertigte er die Verdrängungen damit, dass die Indianer Barbaren und ein Hindernis für Freiheit und Religion, also dem Fortschritt der Zivilisation, seien. Seit 1826 war er Mitglied der American Philosophical Society.
1831 legte er sein Amt nieder und wurde Kriegsminister im Kabinett von Präsident Andrew Jackson; dies blieb er bis 1836. 1836 erhielt er die Ehrendoktorwürde von der Harvard University. Anschließend ging er bis 1842 als Botschafter nach Frankreich.
Nach seiner Rückkehr in die USA repräsentierte Cass den Bundesstaat Michigan als Senator im US-Senat und war 1848 Präsidentschaftskandidat der Demokraten, konnte sich aber bei den Wahlen nicht durchsetzen. Nach der Amtszeit von Präsident Zachary Taylor war er von 1849 bis 1857 wieder US-Senator. Nach der erfolgreichen Präsidentschaftskandidatur von James Buchanan holte dieser Cass in sein Kabinett und machte ihn am 6. März 1857 als Nachfolger von William L. Marcy zum Außenminister. Nach Meinungsverschiedenheiten mit dem Präsidenten über das weitere Vorgehen gegen die Südstaaten legte er sein Amt am 14. Dezember 1860 nieder. Sein Nachfolger wurde Jeremiah S. Black.

## Würdigungen
- Eine Statue von Cass ist eine von zweien, die Michigan der National Statuary Hall im Kapitol in Washington, D.C. gewidmet hat.
- Der Liberty-Frachter S.S. Lewis Cass ist nach ihm benannt.
- Die Cass Technical High School in Detroit, der Cass River und Cass City sind nach ihm benannt.[5][6]
- Cass County (Texas) ist nach ihm benannt.
- Cass County (Missouri) ist nach ihm benannt.
- Cass County (Illinois) ist nach ihm benannt.
- Cass County (Indiana) ist nach ihm benannt.
- Cass County (Iowa) ist nach ihm benannt.
- Cass County (Michigan) ist nach ihm benannt.
- Cass County (Minnesota) ist nach ihm benannt.
- Cass County (Nebraska) ist nach ihm benannt.
- Die Lewis Cass Legacy Society ist nach ihm benannt.
- Die Cass High School in Walton, Indiana ist nach ihm benannt.